# Sua maestà de' Paperoni
Sua maestà de' Paperoni (His Majesty, McDuck) è una storia a fumetti della Disney scritta e disegnata da Don Rosa e pubblicata nel 1989.

## Trama
La storia comincia con zio Paperone che scopre una targhetta d'ottone lasciata da Francis Drake; grazie ad essa, e alla consultazione delle memorie di Cornelius Coot, scopre che la collina Ammazzamotori, dove sorge il suo deposito, è uno stato a sé stante, staccato dagli Stati Uniti. Così, Paperone, attua delle modifiche al deposito che diventa quasi un castello, e si proclama re del nuovo regno di Paperonia; successivamente si scopre perché Paperone abbia voluto costruire un nuovo stato: voleva esentarsi dal pagare le tasse, e inoltre avrebbe riavuto indietro tutte le tasse pagate più gli interessi. 
Ad un certo momento arriva però un intruso, che con l'aiuto della Banda Bassotti, usurpa il trono a Paperone; i nipotini riescono comunque a far imprigionare i Bassotti e Paperone caccia via (a colpi di spade) l'intruso. Paperone però brucia il documento che riconosce allo stato di Paperonia piena autonomia, apparentemente per sbaglio (ma in realtà l'ha fatto di proposito), e così si conclude la breve storia dello Stato di Paperonia.